# 桂陽県
桂陽県（けいよう-けん）は中華人民共和国湖南省郴州市に位置する県。

## 歴史
漢代は桂陽郡郴県に属していた。317年（建武元年）、東晋により平陽郡平陽県が設置され、桂陽地区の行政区画が初めて建置された。その後行政制度の変更を経ながらも中華民国まで平陽県の名称が存続したが、1913年に浙江省に同名の県が存在したことから域内地名の桂陽を採用し、桂陽県と改称され現在に至っている。
秦末、項羽が楚の義帝を擁立し自立した際の都城が設けられ、また後漢末には趙範が太守に就任するなど歴史と深い関連を有す県である。

## 行政区画
- 街道：竜潭街道、鹿峰街道、黄沙坪街道
- 鎮：仁義鎮、太和鎮、洋市鎮、和平鎮、流峰鎮、塘市鎮、蓮塘鎮、舂陵江鎮、荷葉鎮、方元鎮、樟市鎮、敖泉鎮、正和鎮、浩塘鎮、雷坪鎮、欧陽海鎮、四里鎮
- 郷：橋市郷
- 民族郷：白水ヤオ族郷

## 経済
地下資源に恵まれた桂陽は鉛、亜鉛、マンガン、鉄、銅、アンチモン、グラファイトなどを産出し、唐宋代にも銀や銅の産地と知られ、鉱山管理のための桂陽監が設置されるなど冶金が古くから発達していたが、現在の主産業は農業となっている。